# ビペリデン
ビペリテン (Biperiden) は、抗コリン型の抗パーキンソン病薬。塩酸塩が錠剤・細粒として、乳酸塩が注射剤として製剤化されており、先発薬はアキネトン（BASF/Knoll Pharma社）。ジェネリック薬は世界中で発売されている。

## 効能・効果
特発性パーキンソニズム、その他のパーキンソニズム（脳炎後、動脈硬化性、中毒性）、向精神薬投与によるパーキンソニズム・ジスキネジア（遅発性を除く）・アカシジア

## 禁忌
抗コリン作用があるため、重症筋無力症の患者では症状が悪化するおそれがあり、禁忌とされている。

## 副作用
重大な副作用として添付文書に記載されているものは、悪性症候群と依存性である。

## 精神科の多剤大量処方において
1960年代にはパーキンソン病の治療にドーパミン補充療法が登場したため、抗コリン性のパーキンソン病薬は、主に抗精神病薬との併用において用いられており、ビペリデンは日本で使用されるその代表的な薬剤である。しかし、使用を控えるように推奨される現代においても、しばしば精神科の多剤大量処方にて用いられる。
抗パーキンソン病薬にも離脱症状が生じるため抗精神病薬が1剤になった時点で抗パーキンソン病薬の減量に取り掛かるなど慎重にとりかかる必要がある。